# Al Jourgensen
Alain David "Al" Jourgensen (*9. října 1958 v Havaně na Kubě) je americký muzikant, zakladatel a frontmen industriální metalové skupiny Ministry. Je členem a/nebo zakladatelem několika industriálních kapel kde účinkuje jako zpěvák, kytarista a klávesista.

## Životopis
Jourgensen se narodil kubánským rodičům 9. října 1958 jako Alejandro Ramírez Casas. Jeho širší rodina má holandské a španělské předky. Krátce na to se s matkou přestěhovali do USA ke svému nevlastnímu otci, po kterém se jmenuje – norskému mechanikovi pilota formule 1 Dana Gurneye.
Jourgensen vyrostl v Chicagu ve státě Illinois a Friscu ve státě Colorado kde studoval na University of Colorado. Pracoval jako DJ v rádiu. Vstupem do Special Affect se stal profesionálním muzikantem. Ministry založil v roce 1981.
Z manželství s Patty Marsh (1984-1993) má jedno dítě. Podruhé se oženil v září 2002 v Gracelandu s Angelinou Lucacin.

## Tvorba
V jeho textech se odráží mnoho aspektů jeho života, jako závislost na heroinu a kokainu, alkoholismus a jeho politické názory. Jourgensen je jedním z několika muzikantů v hudebním průmyslu často nabízejícím kousavou kritiku pravicových politiků. Počínaje albem Psalm 69 z roku 1992, přes album Houses of the Molé z roku 2004 je jeho častým cílem jeho kritiky George H. W. Bush a poté jeho syn Prezident Spojených států amerických George W. Bush. Kritika pokračuje i v albu Rio Grande Blood a v dalších Jourgensenových vedlejších projektech.

## Projekty
- Ministry
- Revolting Cocks
- Lard
- 1000 Homo Djs
- PTP
- Acid Horse
- Lead Into Gold
- Pailhead
- Buck Satan & the 666 Shooters
- Eight and One Half